# Pătrăuți
Pătrăuți est une commune du județ de Suceava en Roumanie.